# Седларці
Седла́рці (болг. Седларци) — село в Кирджалійській області Болгарії. Входить до складу общини Ардино.

## Населення
За даними перепису населення 2011 року у селі проживали 94 особи, усі — болгари.
Розподіл населення за віком у 2011 році:
Динаміка населення: